# Munte (Belgique)
Pour les articles homonymes, voir Munte.
Munte est une section de la commune belge de Merelbeke située en Région flamande dans la province de Flandre-Orientale. C'était une commune à part entière avant la fusion des communes de 1977.

## Démographie

### Évolution démographique
- Sources : INS, Rem. : 1831 jusqu'en 1970 = recensements, 1976 = nombre d'habitants au 31 décembre[2].

## Patrimoine
- Le château de Zink de l'ancienne seigneurie de Zink du Moyen Âge, restauré et agrandi vers 1900 l'architecte Stéphane Mortier (1857-1934) de Gand.
- L'église paroissiale Saint Boniface (vers 1867) de style néo-roman, bâtie sur un plan de l'architecte Edmond de Perre-Montigny, inaugurée le 15 juin 1868 par l'évêque de Gand Henri Bracq. L'aménagement intérieur est de style néo-gothique[3].
- Le cloître et l'école des sœurs visitandines (1905) qui a fonctionné jusqu'à la fin de 2002. Depuis septembre 2007, l'école Steiner y est établie.
- Le presbytère bâti en 1783, agrandi en 1856 et pourvu d'une façade neuve en 1976.
- La pierre de criée (socle maçonné, parfois muni de deux marches, qui se trouvait près de la porte de l'église ou au centre du village[4]) devant l'ancien relais de poste Oud Munte sur la place de Munte, d'où le crieur public proclamait les avis officiels à la population. Enregistrée comme patrimoine architectural en 2009[5].
- Les 25 bunkers de béton construits avant 1940 entre Quatrecht et Astene, faisant partie de la Tête de Pont de Gand de la ligne de défense de la Seconde Guerre mondiale.

## Tourisme
Le sentier de grande randonnée 122 traverse le territoire de la localité.